# Christer Rune
Christer Lars Rune, född den 12 april 1927 i Karlstads landsförsamling, död den 1 juni 1997 i Stockholm, var en svensk jurist.
Rune avlade juris kandidatexamen vid Stockholms högskola 1950. Han tjänstgjorde i rådhusrätterna i Stockholm, Västerås, Varberg och Gävle 1950–1953. Rune blev fiskal i Svea hovrätt 1954, var fiskalbiträde i Mellansysslets domsaga 1955–1958, adjungerad ledamot av Svea hovrätt 1958–1960, blev assessor där 1960 och hovrättsråd 1971. Han var hovrättslagman 1978–1994. Rune blev fänrik i kavalleriets reserv 1950, löjtnant 1956 och ryttmästare 1963. Han var kontrollofficer och auditör vid de neutrala nationernas övervakningskommission i Korea 1954–1955, sekreterare i sjölagskommittén 1962–1972 (expert där 1970–1972) och utredningsman i diverse statliga utredningar.
Christer Rune var son till Erik Rune och Ingegerd Stadener. Efter sina föräldrars skilsmässa flyttade han tillsammans med sin mor till Stjärnhov 1939. Där bodde han med henne och hennes nye make, Nils Stadener, som började som lektor på Solbacka läroverk samma år. Christer Rune blev inskriven som extern elev på Solbacka läroverk 1939. Han vilar på Skogskyrkogården i Stockholm.